# Лиз Пишон
Лиз Пишон (рођ. 16.август 1963. Лондон-) је британски илустратор и писац за децу. Ауторка је познатог серијала за децу о дечаку Тому Гејтсу. Цео серијал је преведен на 44 језика и продат у више од 11 милиона примерака широм света.

## О ауторки
Лиз Пишон је рођена у Лондону, у Великој Британији. Лиз је најмлађе дете у породици, има две старије сестре и брата. Завршила је Камбервел колеџ уметности у Лондону. Бавила се графичким дизајном. Радила је као уметнички директор једне музичке индустрије. Први посао јој је био дизајн омота за групе које су биле у музичкој издавачкој кући Jive Records. Популарност је стекла након публиковања књиге за децу Том Гејтс.
Лиз Пишон је удата, мајка је троје деце и живи у Брајтону.

### О књизиМој саврешни свет – Том Гејтс
Лиз Пишон је аутор и илустратор књиге Мој саврешни свет – Том Гејтс. Прво издање ове књиге је објављено 2011. у Великој Британији. Лиз је за ово дело награђена неколико пута, а 2011. године је добила највеће признање а то је  награда Роалд Дал. Ова књига је преведен на око 40 језика. Књига о авантурама дечака Тома је добила 11 наставака. Ова  књига се разликује од других дечјих књига по томе што се ауторка обраћа деци из дечје перспективе. Странице у књизи су тако дизајниране да деца имају утисак као да се све дешава на биоскопском платну. Занимљиво је то да причу прате илустрације које читање чине занимљивијим.

## Дела
- Том Гејтс - Најбољи у одељењу (замало)
- Том Гејтс - Да! Не. Можда...
- Том Гејтс - Малкице срећан
- Том Гејтс - Тотално савршени годишњак
- Том Гејтс - Још сјајних посластица (...или не баш)
- Том Гејтс је апсолутно фантастичан (у неким стварима)
- Том Гејтс - Генијалне идеје (углавном)
- Том Гејтс - Све је екстра (мање-више)
- Том Гејтс - Изванредни изговори (и друге добре ствари)
- Том Гејтс - Мој савршени свет
- Рат ципела